# Крик (пересыхающая река)

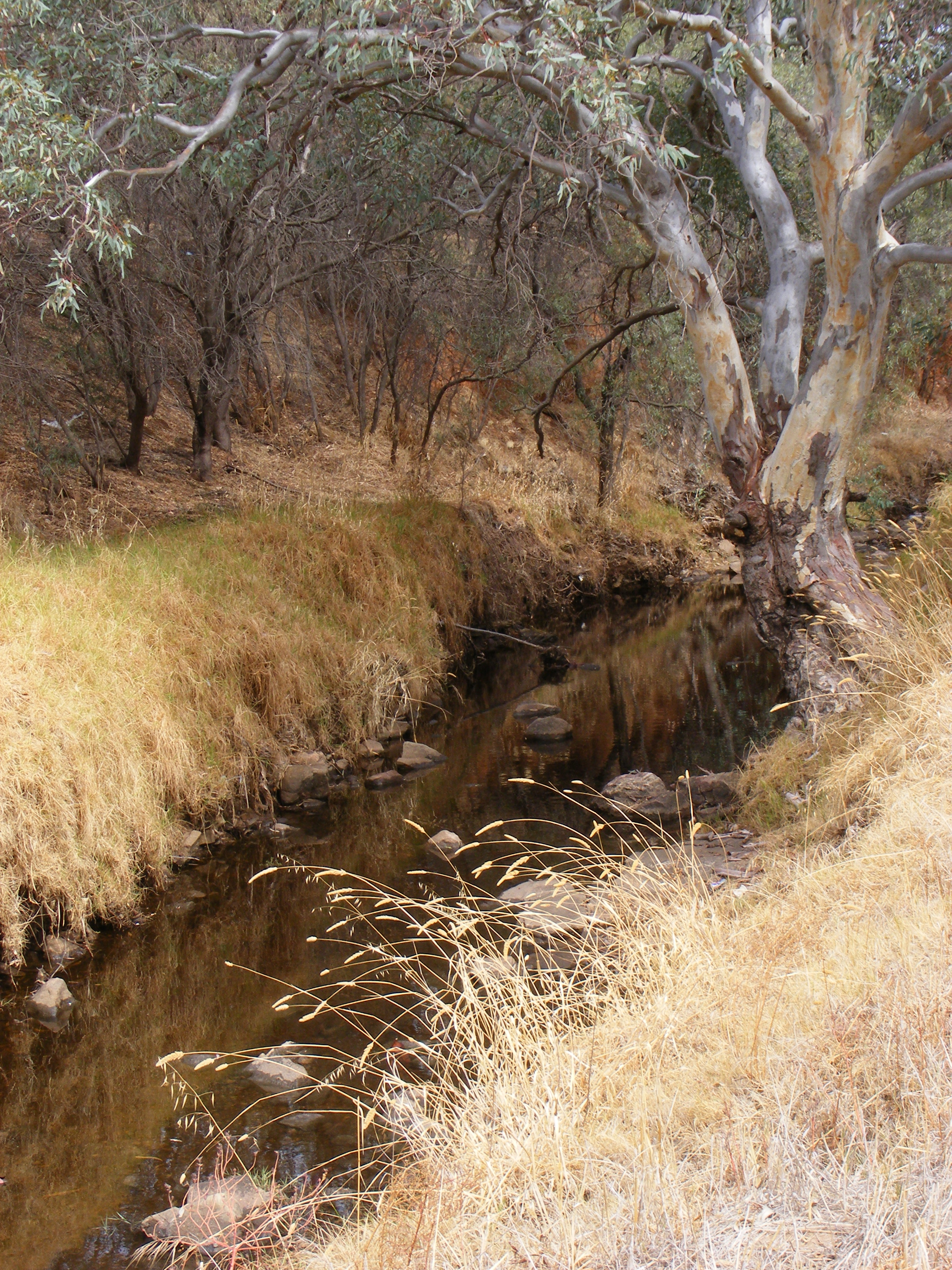
Крик

Крик (от англ. creek — «ручей») — периодически пересыхающие реки или временные водотоки, расположенные преимущественно во внутренних районах Австралии и не имеющие не только постоянного течения, но и самого русла. Существуют они только в период дождей и полностью исчезают на бо́льшую часть года, некоторые крики распадаются на ряд разобщённых водоёмов. На картах такие реки обозначают пунктирными линиями.
Термин «крик» употребляется главным образом в Австралии, но такие реки встречаются и в других засушливых районах земного шара, где они называются вади, уэд (в Сахаре и на Аравийском полуострове), узбой (в Центральной Азии).
Уточнение «-Крик», распространённое в гидронимах США и Канады, используется в названии небольших рек, например, Милл-Крик, Кау-Крик, Уиллоу-Крик, Блу-Крик, Сэнд-Крик и пр.